# Sandra Benadová
Sandra Benadová (* 9. května 1973) je bývalá německá sportovní šermířka, která se specializovala na šerm šavlí. Německo reprezentovala v devadesátých letech a v prvním desetiletí jednadvacátého století. V roce 2000 obsadila třetí místo na mistrovství světa v soutěži jednotlivkyň a v roce 2001 obsadila druhé místo na mistrovství Evropy. S německým družstvem šavlistek vybojovala v roce 2001 titul mistryň Evropy.